# La Chanson du cœur

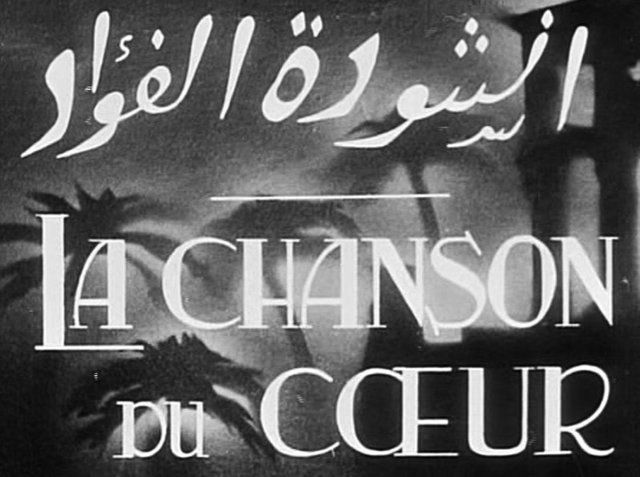
Photogramme de titre.

La Chanson du cœur (titre original : Onchoudet el-Fouad) est un film égyptien de Mario Volpe sorti en 1932. C'est le deuxième film sonore égyptien après Les Fils à papa, sorti en mars,,.

## Synopsis
L'histoire du film tourne autour d'une danseuse étrangère qui tombe amoureuse d'un homme riche et d'un autre homme qui tombe amoureux d'elle et qui travaille pour lui, et il y a une dispute entre cet homme et sa femme, et elle demande l'aide de son frère qui lui tire dessus, et sa femme meurt après avoir donné naissance à un enfant, et l'histoire continue.

## Fiche technique
- Titre original : Onchoudet el-Fouad
- Titre français : La Chanson du cœur[4]
- Réalisation : Mario Volpe
- Scénario : Khalil Moutran, Edmond Nahas, Stephan Rosti
- Direction artistique :
- Cinématographie : Umberto Doris
- Musique : Neguib Nahas, Zakaria Ahmed (paroles des chansons : Abbas al-Akkad et Khalil Moutran)
- Producteur : Gabriel Nahas
- Société de production : Behna Frères, Nahas Sphinx Films
- Société de distribution : Behna Frères
- Lieu de tournage : Studios Éclair, Paris et Studios Nahas Sphinx, Le Caire
- Pays d’origine :  Égypte
- Langue originale :
- Format : Noir et blanc — 35 mm
- Durée : 120 minutes
- Dates de sortie :  Égypte : 14 avril 1932

## Distribution
- Nadra
- Zakaria Ahmed
- Georges Abiad
- Abdel Rahman Roshdi
- Liane Darvil